# San Juan Buenavista
San Juan Buenavista är en ort i Mexiko.   Den ligger i kommunen Maravatío och delstaten Michoacán de Ocampo, i den södra delen av landet, 160 km väster om huvudstaden Mexico City. San Juan Buenavista ligger 2 147 meter över havet och antalet invånare är 282.
Terrängen runt San Juan Buenavista är kuperad åt sydväst, men åt nordost är den platt. Runt San Juan Buenavista är det ganska tätbefolkat, med 104 invånare per kvadratkilometer. Närmaste större samhälle är Maravatío, 11,0 km sydost om San Juan Buenavista. I omgivningarna runt San Juan Buenavista växer huvudsakligen savannskog.